# Antti Okkonen
Antti Okkonen (født 6. juni 1982 i Oulu, Finland) er en finsk tidligere fodboldspiller (midtbane), der spillede 13 kampe for det finske landshold.
Okkonen repræsenterede MyPa, HJK Helsinki og RoPS i hjemlandet, og vandt et mesterskab med HJK. Han havde også ophold i Sverige og Belgien, ligesom han tilbragte et halvt år i 2007 hos Silkeborg IF i Danmark.

## Titler
Veikkausliiga
- 2012 med HJK Helsinki

Suomen Cup
- 2013 med RoPS